# Матка
Ма́тка (лат. uterus, др.-греч. ὑστέρα) в анатомии — средний отдел репродуктивной системы самки, служит для дозревания оплодотворённых яйцеклеток, метаморфоз зародыша и изгнания вовне плода (родов детёныша или откладывания яйца, личинки). Бывает парным (к примеру, у сумчатых млекопитающих).

## Особенности анатомии матки у разных животных
- У беспозвоночных — имеется матка в виде трубкообразного заворота наружных покровов, открывающегося одним концом наружу, другим — в паренхиму;
- У мух (рода цеце) — в расширенном влагалище развивается личинка.
- У млекопитающих матка является частью яйцеводов. У сумчатых она парная, у плацентарных яйцеводы сливаются, образуя единую матку.

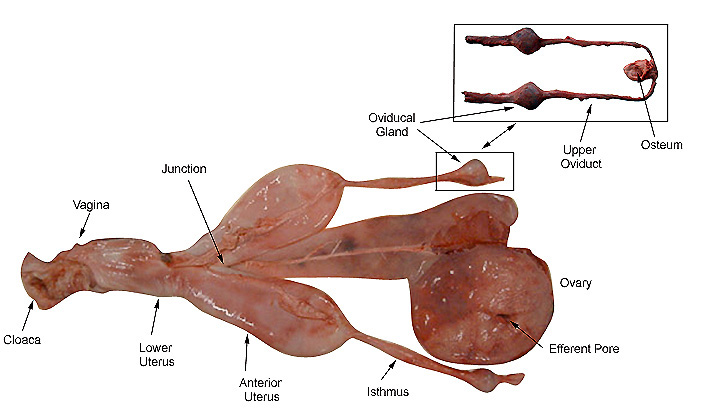
Матки живородящей атлантической сельдевой акулы
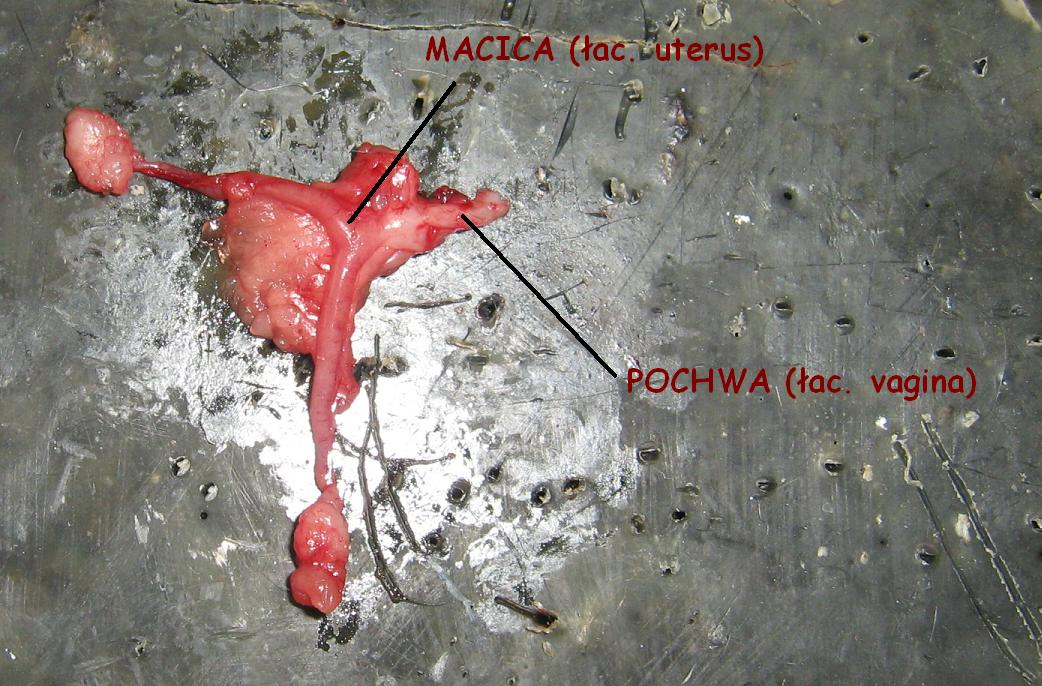
Матка домовой мыши
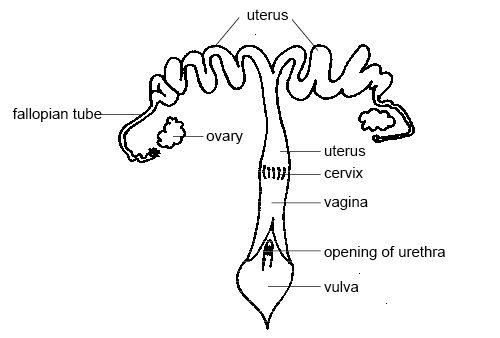
Схематичное изображение матки собаки
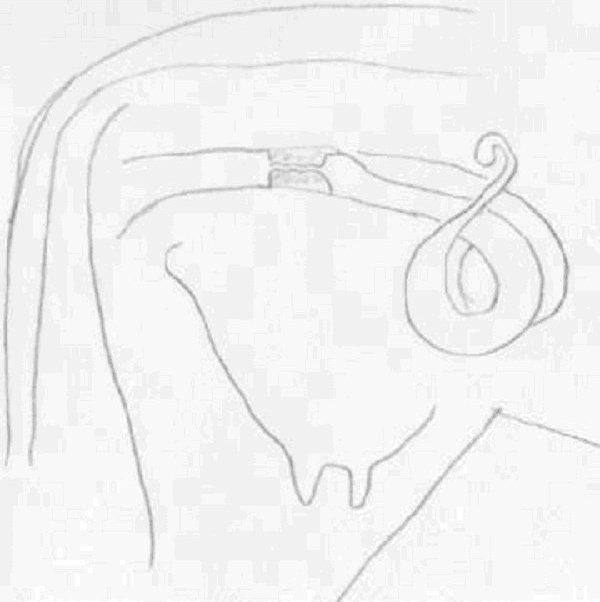
Схематичное изображение расположения матки коровы

## Матка у сельскохозяйственных животных
Матка подразделяется на шейку, тело и два рога(у кроликов две шейки, два тела и столько же рогов). Слизистая оболочка шейки матки покрыта однослойным цилиндрическим эпителием, способным секретировать слизь. Стенка рога состоит из трёх слоёв: слизистого, мышечного, серозного.